# 5678 DuBridge
5678 DuBridge eller 1989 TS är en asteroid i huvudbältet som upptäcktes 1 oktober 1989 av den amerikanske astronomen Eleanor F. Helin vid Palomar-observatoriet. Den är uppkallad efter den amerikanske fysikern Lee Alvin DuBridge.
Asteroiden har en diameter på ungefär 5 kilometer.